# 야스하라촌 (와카야마현)
야스하라촌(安原村)은 와카야마현 가이소군에 있던 촌이다.

## 역사
- 1889년 4월 1일 - 정촌제 시행에 의해 나구사군 야스하라촌이 성립하였다.
- 1896년 4월 1일 - 아마군, 나구사군과 합병해 가이소군이 되었다.
- 1955년 6월 1일 - 와카야마시에 편입해, 동일 니시산도촌은 폐지되었다.

## 교통

### 철도
- 와카야마 철도

## 참고문헌
- 角川日本地名大辞典 30 和歌山県